# Tematangi
Tematangi, auch Te Matangi geschrieben, ist ein Atoll, das geografisch zum Tuamotu-Archipel im Südostpazifik gehört, politisch zu Französisch-Polynesien. Die nächstgelegene Insel ist das 177 km östlich gelegene, durch die französischen Kernwaffenversuche bekannt gewordene Atoll Mururoa.

## Geografie
Tematangi ist aus einem Hotspot des Tuamotu Seamout Trails entstanden, der sich 4120 m aus dem Ozeanboden erhebt. Das ungefähr dreieckig geformte, 11,5 km lange und 7 km breite Tematangi ist ein erdgeschichtlich altes Atoll (44,6 bis 47,4 Millionen Jahre alt), dessen Zentralberg bereits seit langer Zeit unter dem Meeresspiegel versunken ist. Es ist nur der Kranz von 22 Motu verblieben. Sie haben zusammen eine Landfläche von nur 7,7 km², die Gesamtfläche Tematangis, einschließlich der Lagune, beträgt jedoch 61 km². Die Lagune hat keinen befahrbaren Zugang zum Meer.
Die ursprüngliche Inselvegetation bestand aus einem für die Tuamotus üblichen, offenen Wald aus niedrig wachsenden Bäumen und Büschen. Davon existieren nur noch wenige, kümmerliche Reste. Heute sind nahezu alle Motu des Atolls, auch die kleineren, mit Kokosplantagen bedeckt.

## Geschichte
Es ist unklar, ob das Atoll dauerhaft von polynesischen Ureinwohnern besiedelt war. Die Berichte der europäischen Entdecker widersprechen sich, und empirische archäologische Untersuchungen hat es bisher nicht gegeben.
Es wurde spekuliert, dass Tematangi mit dem von Philipp Carteret am 11. Juli 1767 entdeckten „Osnaburgh Island“ identisch ist. Doch schon William Beechey bezweifelte das.:219
William Bligh entdeckte Tematangi am 5. April 1792 auf seiner zweiten Reise zur Beschaffung von Brotfruchtbäumen mit der Sloop HMS Providence (sein Kommando nach der Meuterei auf der Bounty) für Europa. Er hielt die Inseln für unbewohnt. Blighs Entdeckung führte dazu, dass Tematangi auf manchen Karten unter dem Namen „Bligh's Lagoon“ oder „Bligh(s) Island“ verzeichnet war.
Kapitän Bligh verfasste dazu folgenden Eintrag in sein Logbuch:

„Sah eine niedrige Laguneninsel von SW nach W. ½ N., bei einer Entfernung von vier oder fünf Meilen. Wir hissten eine Signal[flagge] und zogen sie hoch; es gab eine gewaltige Brandung am Ufer; wir erblickten am Strand einige braune Noddiseeschwalben mit einem weißen Fleck und ein paar Kokosnussbäume an der südwestlichen Spitze, aber keine Einwohner. Als wir die Insel erkundeten, gewahrten wir sogleich die Brecher der Brandung. Die Küste erstreckt sich über ungefähr 22 Meilen; vom Osten bis zum westlichsten Punkt sind es 8 Meilen, und es sind fast 9 Meilen von Südwesten nach Nordosten über eine Lagune, die den größten Teil der Insel einnimmt. Teilweise ist sie mit Büschen und Bäumen bedeckt, die für die Inseln in diesem Meer üblich sind, in anderen Teilen besteht sie aus einem kahlen Sandstrand, an dem sich das Meer an einigen Stellen auf eine ungeheure Weise bricht.“

Der britische Forscher und Seeoffizier Frederick William Beechey erreichte Tematangi mit der Sloop HMS Blossom am 2. Februar 1826, ging jedoch nicht an Land. In seinem Expeditionsbericht heißt es: :220

„[…] und dann steuerten wir die Laguneninsel von Kapitän Bligh an, welche wir am folgenden Tag erblickten. Bei unserer Annäherung wurden in verschiedenen Teilen [der Insel] große Feuer entfacht. Die Eingeborenen waren dunkler als die der Laguneninsel von Cook, fast nackt und hatten ihr Haar in einem Knoten oben auf dem Kopf gebunden. Sie waren alle mit Steinen, Keulen und Speeren ausgerüstet. Da die See sehr hoch ging, landeten wir nicht und deshalb kam es auch zu keiner weiteren Verständigung mit ihnen. Die Insel ist größer als auf den Arrowsmith-Karten verzeichnet, aber ihre Position stimmt tatsächlich sehr genau mit der von Bligh bestimmten überein.“

Unter der Anleitung des katholischen Missionars Victor Vallons wurden in der ersten Hälfte des 20. Jahrhunderts auf Tematangi (und anderen unbewohnten Inseln der Region) Kokospalmen großflächig angepflanzt. Arbeitsteams benachbarter Atolle verbrachten drei bis vier Monate im Jahr auf Tematangi, um die Kopra zu ernten. In den 1990er Jahren haben sich wieder einige Familien angesiedelt. Für diese ständigen Einwohner wurde das Dorf Teakoro auf dem westlichen Motu gebaut sowie ein Landeponton, eine Kirche und ein Verwaltungsgebäude errichtet.

## Wirtschaft und Verwaltung
Tematangi gehört politisch zur Gemeinde Tureia, die von einer Unterabteilung (Subdivision administrative des Tuamotu-Gambier) des Hochkommissariats von Französisch-Polynesien (Haut-commissariat de la République en Polynésie française) verwaltet wird.
Nach der Volkszählung des Jahres 2012 hat Tematangi insgesamt 58 Einwohner, die auf den drei größeren Motu leben. Die Infrastruktur ist unterentwickelt. Die Riffinseln sind nicht mit Straßen oder Wegen verbunden, das Hauptverkehrsmittel ist das Boot. Hafen und Flughafen gibt es nicht, auf der nördlichen Insel wurde für den Notfall eine unbefestigte Landefläche für Hubschrauber angelegt.
Die Wirtschaft stützt sich nahezu ausschließlich auf die Ausbeutung der Kokosplantagen, deren Früchte vor Ort zu Kopra verarbeitet werden. Daneben betreiben die Einwohner zur Selbstversorgung Gartenbau mit tropischen Knollen und Früchten (Yams, Taro, Brotfrucht, Süßkartoffel) sowie Fischfang, Hühner- und Schweinezucht.
Tourismus in nennenswertem Umfang hat sich nicht entwickelt, jegliche touristische Infrastruktur fehlt. Zudem gibt es keine regelmäßige Schiffs- oder Flugverbindung nach Tematangi.

## Rezeption
In seiner 1896 posthum erschienen Episodensammlung „In The South Seas“ beschreibt Robert Louis Stevenson das Schicksal des Schoners Sarah Ann, der von Papeete auf Tahiti absegelte und nie wieder gesehen wurde. Die Mannschaft und die Passagiere, darunter ein Kleinkind und die Ehefrau des Kapitäns, fielen auf Tematangi kriegerischen Kannibalen zum Opfer, die von der Insel Anaa stammten. Die unbewohnte Insel Tematangi ist, neben Tahiti, auch Handlungsort des Romans „Am dunklen Fluss“ von Charles Bernard Nordhoff und James Norman Hall.